# عبد الله بن سرجس
عبد الله بن سرجس من صغار الصحابة وراة الحديث النبوي، من حلفاء بني مخزوم، نزل البصرة، توفي في خلافة عبد الملك بن مروان سنة نيف و80 هـ بالبصرة.

## سيرته
له صحبة ورواية، أَكل مع النبي خبزًا ولحمًا، ورأى خاتم النبوة ووصفه للصحابة، واستغفر له النبي محمد، فعَنْ عاصم الأحول قَالَ: «سَمِعْتُ عَبْدَ اللهِ بْنَ سَرْجِسَ، قَالَ: أَتَيْتُ رَسُولَ اللهِ ﷺ فَأَكَلْتُ مَعَهُ مِنْ طَعَامِهِ، فَقُلْتُ: غَفَرَ اللهُ لَكَ يَا رَسُولَ اللهِ، فَقُلْتُ: أَسْتَغْفَرَ لَكَ؟، قَالَ شُعْبَةُ: أَوْ قَالَ لَهُ رَجُلٌ، قَالَ: نَعَمْ، وَلَكُمْ، وَقَرَأَ: ﴿وَاسْتَغْفِرْ لِذَنْبِكَ وَلِلْمُؤْمِنِينَ وَالْمُؤْمِنَاتِ﴾.».
روى الحديث عن النبي محمد، وعن عمر بن الخطاب وأبي هريرة. وروى عنه قتادة بن دعامة، وعاصم الأحول، وعثمان بن حكيم، ومسلم بن أبي مريم، وغيرهم. وحديثه في الكتب الستة سوى صحيح البخاري.